# اگزما در کودکان
اگزما در کودکان (انگلیسی: Childhood Eczema) یا درماتیت آتوپیک، یکی از شایع‌ترین بیماری‌های التهابی پوست در نوزادان و کودکان خردسال است. این بیماری می‌تواند باعث خشکی شدید پوست، خارش، ترک و ناراحتی قابل توجه شود و در بسیاری از موارد بر کیفیت زندگی کودک و خانواده تأثیر می‌گذارد.

## شیوع
براساس مطالعات بین‌المللی، شیوع اگزما در کودکان در حال افزایش است و در برخی مناطق تا ۲۰٪ کودکان زیر ۵ سال به درجاتی از اگزما مبتلا هستند.

## علائم
- خارش شدید، به‌ویژه در شب
- خشکی، قرمزی، پوسته‌ریزی و ترک‌های پوست
- بروز ضایعات در نواحی چین‌دار بدن مانند پشت زانو، آرنج، صورت، گردن و مچ دست
- احتمال عفونت ثانویه ناشی از خارش مکرر

## عوامل تشدیدکننده
اگزما می‌تواند به دلیل عوامل مختلفی تشدید شود:
- استفاده از شوینده صابونی با pH نامناسب
- تماس با مواد حساسیت‌زا، رنگ‌ها، عطر مصنوعی یا سولفات
- هوای خشک، تغییرات فصل، استرس یا تغذیه نامناسب
- مصرف برخی غذاها مانند لبنیات یا تخم‌مرغ (در کودکان مستعد)

## درمان و مراقبت
درمان اگزما نیاز به رویکرد چندجانبه دارد:

### مرطوب‌کننده‌های تخصصی
استفاده مکرر از کرم مرطوب‌کننده مخصوص پوست کودک، بدون پارابن، فتالات، الکل آزاد، لانولین یا عطر، پایه‌ای‌ترین روش برای پیشگیری و کاهش التهاب است. مرطوب‌کننده‌هایی با ترکیباتی مانند اوره ۶٪ یا ۹٪، آلوئه‌ورا، پانتنول، و نیاسینامید برای بازسازی سد پوستی بسیار مؤثر هستند.

### کرم‌های ضد التهاب
در موارد متوسط تا شدید، پزشک ممکن است کورتیکواستروئید موضعی یا داروهای ضد التهاب غیراستروئیدی تجویز کند.

### اجتناب از مواد محرک
- استفاده از شوینده غیرصابونی با pH خنثی
- استفاده از لباس نخی
- دوری از شوینده‌های خانگی قوی، مایع لباسشویی معطر، یا پودر آنزیم‌دار

## مراقبت ویژه در نوزادان
نوزادان به دلیل پوست نازک‌تر و سیستم ایمنی نابالغ، بیشتر مستعد تحریکات پوستی هستند. استفاده از محصولات تخصصی بدون ترکیبات مشکوک نظیر ۱و۴-دی‌اکسان، نیتروزآمین‌ها و فلزات سنگین، نقش مهمی در پیشگیری از بروز یا تشدید اگزما دارد.

## هم‌راستایی با محصولات استاندارد
طبق دستورالعمل‌های بین‌المللی، انتخاب محصولات بهداشتی کودک باید با توجه به ایمنی ترکیبات، سازگاری با پوست حساس و تأیید متخصصان اطفال صورت گیرد. برخی برندهای تخصصی مراقبت از پوست کودک مانند آنهایی که فاقد مواد شیمیایی مضر و دارای ترکیبات مرطوب‌کننده بالینی هستند، می‌توانند نقش مؤثری در مدیریت اگزما ایفا کنند.

## نکات فرهنگی-آموزشی برای والدین
- همیشه برچسب ترکیبات محصول را بررسی کنید.
- به کلیدواژه‌هایی مانند «فاقد سولفات»، «فاقد پارابن»، «بدون عطر مصنوعی» و «شوینده غیرصابونی» دقت نمایید.
- استفاده از محصولات تخصصی کودک در مواردی مانند اگزما، درماتیت پوشک، حساسیت‌های پوستی و حتی بیماری پروانه‌ای توصیه می‌شود.

## پیوندهای مفید
- پوست کودک
- شوینده غیرصابونی
- درماتیت آتوپیک
- درماتیت پوشک
- اگزما
- مواد تحریک‌کننده پوست
- سولفات
- فتالات
- پارابن
- نیاسینامید
- اوره
- فلزات سنگین
- ۱و۴-دی‌اکسان
- نیتروزآمین
- سیستم ایمنی کودک
- پزشک متخصص اطفال